# José Reynaldo Bencosme de Leon
José Reynaldo Bencosme de Leon (Concepción de la Vega, 16 maggio 1992) è un ostacolista italiano, specializzato nei 400 metri ostacoli.
In carriera è stato due volte medaglia di bronzo in manifestazioni internazionali giovanili e quattro volte campione italiano assoluto (2011, 2012, 2016 e 2018).

## Biografia
Di origine dominicana e conosciuto come "Negi" Bencosme, è arrivato in Italia con la madre nel 1993, quando aveva appena un anno. È stato campione italiano allievi dei 400 m ostacoli nel 2009, anno in cui ha conquistato anche la medaglia di bronzo ai Mondiali di categoria di Bressanone.
L'anno seguente, ai Mondiali juniores di Moncton, è stato il primo degli esclusi dalla finale dei 400 metri ostacoli.
Nel 2011 si è laureato campione italiano assoluto nei 400 metri ostacoli ed ha conquistato la medaglia di bronzo agli Europei juniores di Tallinn, dove ha chiuso con il tempo di 50"30. Ha ottenuto il suo primo tempo al di sotto dei 50 secondi il 20 settembre dello stesso anno a Marano di Napoli, correndo la distanza ad ostacoli in 49"94.
L'8 luglio 2012 si è aggiudicato il titolo di campione italiano agli assoluti di Bressanone con al tempo di 49"33, che lo ha portato a competere ai Giochi olimpici di Londra 2012, dove è stato eliminato in semifinale. 
Nel 2013 non ha potuto prendere parte alle competizioni agonistiche a causa di un infortunio.
Agli Europei di Amsterdam 2016 è stato semifinalista, stesso risultato ottenuto anche ai Mondiali di Londra 2017. Alle Universiadi di Taipei 2017 ha mancato il podio dei 400 metri ostacoli per 8 centesimi.
Ha partecipato ai Giochi del Mediterraneo di Tarragona concludendo quinto la gara dei 400 metri ostacoli, mentre agli Europei di Berlino 2018 è stato eliminato in semifinale. Lo stesso anno ha corso la finale della Diamond League al Weltklasse di Zurigo, classificandosi sesto col tempo di 50"01.

## Palmarès
| Anno | Manifestazione          | Sede       | Evento   | Risultato  | Prestazione | Note                                     |
| ---- | ----------------------- | ---------- | -------- | ---------- | ----------- | ---------------------------------------- |
| 2009 | Mondiali U18            | Bressanone | 400 m hs | Bronzo     | 51"74       |                                          |
| 2010 | Mondiali U20            | Moncton    | 400 m hs | Semifinale | 52"15       |                                          |
| 2010 | Mondiali U20            | Moncton    | 4×400 m  | Batteria   | 3'12"32     |                                          |
| 2011 | Europei U20             | Tallinn    | 400 m hs | Bronzo     | 50"30       | Miglior prestazione personale            |
| 2012 | Europei                 | Helsinki   | 400 m hs | Batteria   | dq          |                                          |
| 2012 | Giochi olimpici         | Londra     | 400 m hs | Semifinale | 50"07       |                                          |
| 2016 | Europei                 | Amsterdam  | 400 m hs | Semifinale | 49"77       |                                          |
| 2017 | Mondiali                | Londra     | 400 m hs | Semifinale | 50"29       |                                          |
| 2017 | Universiadi             | Taipei     | 400 m hs | 4º         | 49"38       |                                          |
| 2018 | Giochi del Mediterraneo | Tarragona  | 400 m hs | 5º         | 49"58       | Miglior prestazione personale stagionale |
| 2018 | Europei                 | Berlino    | 400 m hs | Semifinale | 49"86       |                                          |
| 2022 | Giochi del Mediterraneo | Orano      | 400 m hs | 4º         | 48"91       | Miglior prestazione personale            |
| 2022 | Europei                 | Monaco     | 400 m hs | Semifinale | 49"50       |                                          |

## Campionati nazionali
- 4 volte campione nazionale assoluto dei 400 m ostacoli (2011, 2012, 2016, 2018)

2011
- Oro ai campionati italiani assoluti (Torino), 400 m hs - 50"55

2012
- Oro ai campionati italiani assoluti (Bressanone), 400 m hs - 49"33

2016
- Oro ai campionati italiani assoluti (Rieti), 400 m hs - 49"76

2017
- Argento ai campionati italiani assoluti (Trieste), 400 m hs - 49"45

2018
- Oro ai campionati italiani assoluti (Pescara), 400 m hs - 49"52

2021
- Bronzo ai campionati italiani assoluti (Rovereto), 400 m hs - 50"74

2022
- Argento ai campionati italiani assoluti (Rieti), 400 m hs - 49"59

2024
- Bronzo ai campionati italiani assoluti (La Spezia), 400 m hs - 51"10